# 昭和村 (長野県)
昭和村（しょうわむら）は長野県更級郡にあった村。現在の長野市川中島町今井・川中島町原・川中島町今井原・川中島町御厨などにあたる。

## 歴史
- 1955年（昭和30年）4月1日 - 中津村・御厨村が合併して発足。
- 1956年（昭和31年）9月30日 - 川中島村と合併して川中島町が発足。同日昭和村廃止。

## 交通

### 鉄道路線
現在は旧村域に信越本線の今井駅が所在するが、当時は未開業。